# ملعب بارزان
ملعب بارزان هو ملعب يستخدم لمباريات كرة القدم لنادي زاخو العراقي يقع في زاخو شمال العراق ويتسع لعشرين ألف متفرج. تم بناء هذا الملعب بشكل مبسط عام 2011، ثم افتتح عام 2015.
تقام مباريات نادي زاخو في الدوري العراقي على هذا الملعب.